# История портретных галерей в России
Национальная портретная галерея в России — музей по образцу лондонской Национальной портретной галереи, идея о создании которого периодически воскрешается в России.

## Хронология
Идея создания национальной портретной галереи возникла в России в XIX веке. Этому предшествовало создание коллекций портретов знаменитых россиян (как правило, живописных), которые существовали в рамках императорских музеев, царских, великокняжеских и других частных коллекций.
Романовская галерея в Зимнем дворце является примером государственной национальной портретной галереи. Она была создана при Екатерине Великой как собрание портретов всех правителей династии. Позже, при её внуке Николае I, галерея была реконструирована и дополнена портретами из царских собраний, а также специально написанными копиями с картин из Гатчинского дворца и других резиденций.

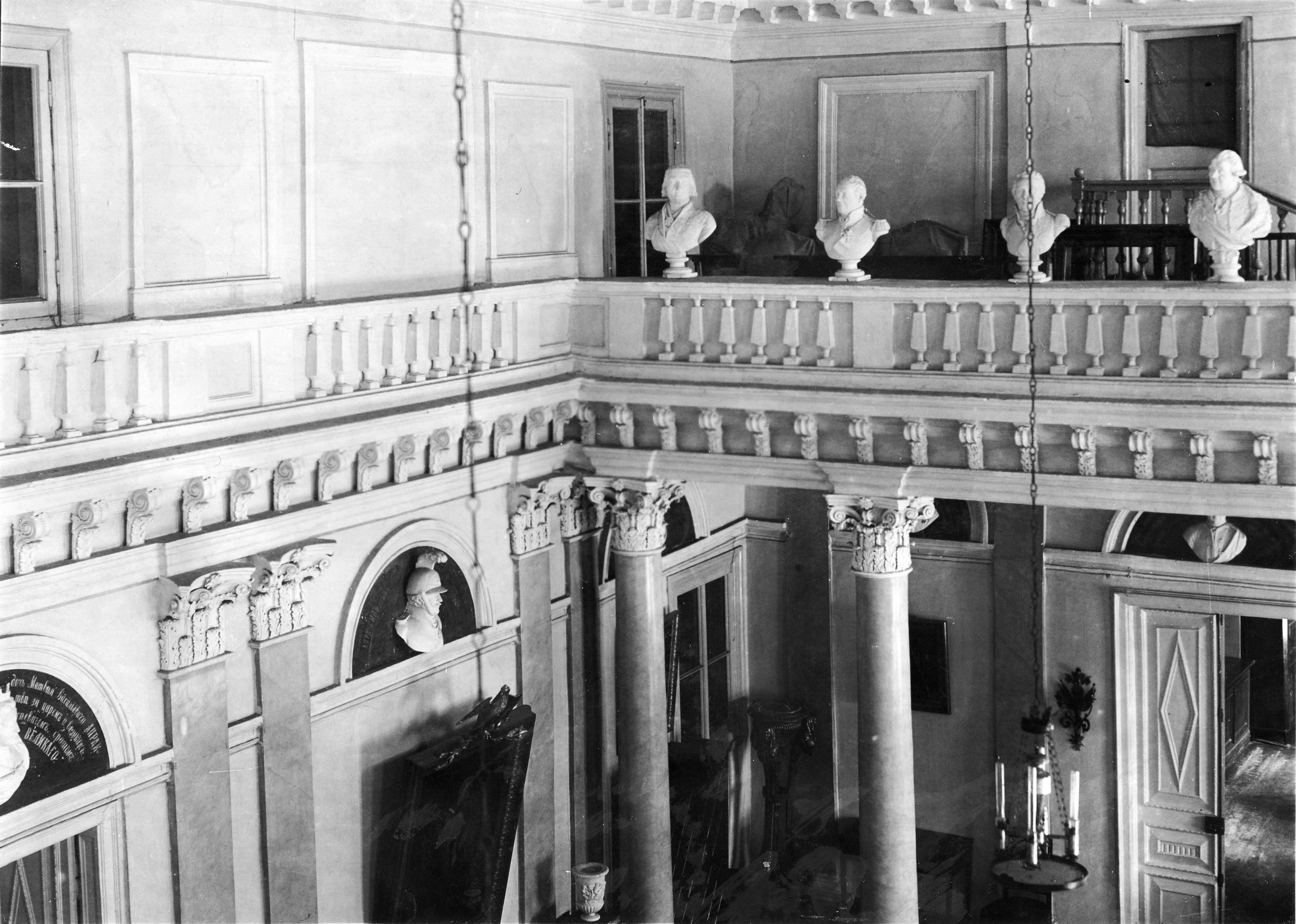
Собрание скульптурных портретов в усадьбе Ольгово

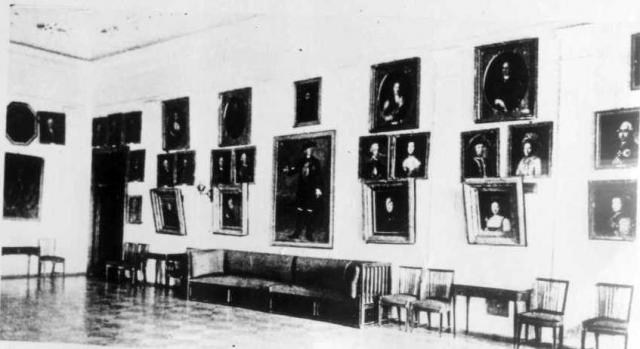
Портретная галерея в Зубриловке

Параллельно в Российской империи создавались портретные галереи в родовых дворянских усадьбах, которые были не только фамильными собраниями (изображения предков), но также включали и портреты императоров, иностранных правителей и знаменитых россиян. Примером для них служило портретное собрание Екатерины II в Чесменском дворце. По такому образцу собирались обширные ретроспективные фамильные портретные галереи графов Шереметевых (Кусково), Воронцовых (Андреевское), Апраксиных (Ольгово), князей Голицыных (Зубриловка) и проч.
Кроме того, в XVIII—XIX вв. создавались особые «ведомственные» портретные галереи в таких организациях, как Императорская Академия наук, Академия художеств, Морской музей, Архив Министерства иностранных дел и проч. Выдающимся образцом портретной галереи стала Военная галерея в Зимнем дворце, открытая 25 декабря 1826 года, где были собраны изображения героев Отечественной войны 1812 года. Портреты писались Джорджем Доу и его помощниками с живых моделей, а также копировались с чужих работ. Эта галерея является примером целостного образа, ограниченного во времени, и имеющего огромную иконографическую ценность.
Павел Третьяков фактически создал в составе своего музея портретную галерею «властителей дум» своей эпохи — писателей, поэтов, композиторов (1860-90-е гг.). Директор Московского публичного и Румянцевского музеев Василий Андреевич Дашков осуществил идею всеобъемлющей портретной галереи наиболее последовательно. Его «Собрание изображений русских деятелей» насчитывало больше 300 портретов в монохромной живописной технике (мокрый соус, белила, лак), созданных в одинаковом формате. Эти изображения монархов, военных, политиков, церковников и интеллигенции он заказывал известным живописцам, а также копиистам 2-й пол. XIX века (сейчас в фондах ГИМ).
Затем прошла серия выставок и публикаций, которая стала воплощением идеи национальной портретной галереи: «Московская выставка портретов XVII—XVIII веков» (1868), «Историческая выставка портретов лиц XVI—XVIII веков» (1870), дягилевская «Историко-художественная выставка русских портретов в Таврическом дворце» (1905) с её каталогом «Русские портреты XVIII и XIX столетий. Издание Великого князя Николая Михайловича», «Ломоносов и елизаветинское время» (1912) и проч.

## Неосуществленный проект в ГИМе

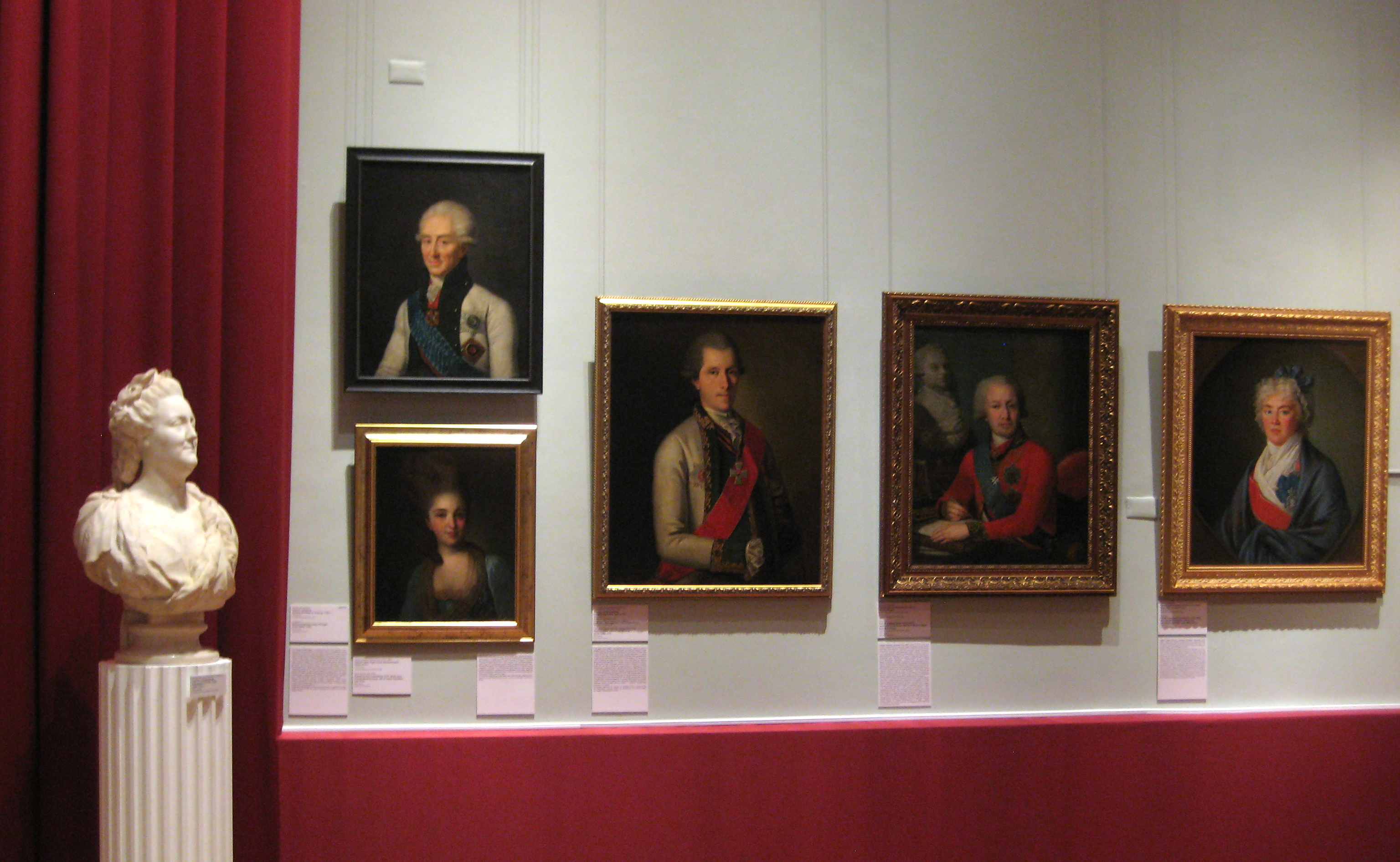
Выставка-презентация в Историческом музее, 2012 год

Национальная портретная галерея в России — музей по образцу лондонской Национальной портретной галереи, планировавшийся к созданию в России. Об основании музея объявили премьер-министр Владимир Путин и министр культуры Александр Авдеев. Весной-летом 2012 года в Государственном Историческом музее прошла выставка-презентация будущего проекта.

### Замысел
В конце XX века коллекционер князь Никита Дмитриевич Лобанов-Ростовский, житель Англии и большой любитель лондонской Национальной портретной галереи, вдохновился мыслью об основании в новой свободной России аналогичного музея, с тем, чтобы пополнять её портретами, сохранившимися за рубежом среди эмигрантов, а также на аукционах. В 1999 году, когда обанкротился банк «Тверской», государству перешло его большое собрание русских портретов, и князь решил, что оно может лечь в основу будущей галереи. С тех пор в течение десятилетия он обращался к различным властям в России, но без должного эффекта (хотя Юрий Лужков как-то предлагал один из корпусов Царицынского дворца). В 2009 году Лобанов-Ростовский написал официальное письмо Владимиру Путину, а в 2010 году беседовал с президентом Дмитрием Медведевым.
После этого Путин и Авдеев объявили по телевидению о целесообразности создания подобной галереи. Государственный Исторический музей официально объявлял, что в его планах создание галереи, как филиала, части своего «музейного квартала». Обещали отдать здание бывшего музея Ленина на Красной площади (в итоге там поселится филиал, посвященный войне 1812 года) и, по инициативе Минкульта, создать оргкоммитет по созданию Национальной портретной галереи в Москве. Идея перешла под присмотр государственных чиновников, и Лобанов-Ростовский более не имеет к её осуществлению никакого отношения.
В декабре 2011 года заместитель министра культуры Андрей Бусыгин дал интервью о концепции галереи: «Интернет-проект один из шагов в направлении к выработке концепции. Другой шаг проведение выставки. (…) А к октябрю 2012 года должны быть разработаны критерии отбора исторических персонажей для галереи. (…) Мы остановились на том, что Национальной портретной галерее может быть отдана та часть зданий ГИМа, что выходят на Никольскую улицу».

### Выставка-презентация
С 13 марта по 11 июня 2012 в выставочном зале ГИМа проходит выставка-презентация будущего проекта. Как гласит брошюра выставки: «Ансамбль выставки, состоящий из ряда уникальных произведений русского портрета конца XVII-начала XX века, должен представить Национальную портретную галерею как совокупный проект выдающихся представителей всех сословий старой России».
Инициатива создания Национальной портретной галереи принадлежит премьер-министру РФ Владимиру Путину, сообщает пресс-релиз выставки, хотя СМИ самостоятельно вспомнили об источнике первоначального замысла. На выставке представлено около 100 портретов, в основном, из собрания ГИМа. ГТГ предоставило несколько портретов интеллигенции, а ГРМ — царской фамилии.
Печатной версии каталога выпускать не стали, посетителям предлагают изучать мультимедийный каталог в помещении музея.
Критики высоко оценили качественный уровень представленных работ, хотя и высказали некоторые замечания по поводу концепции («делалось это без особого энтузиазма, все же задействованные коллекции достаточно богаты, чтобы выставка получилась не провальной (…) Вообще все музейные выставки можно условно поделить на две категории — те, что придуманы искусствоведами, и те, что рекомендованы высоким начальством. (…) Чего-то большего от нынешней музейной „барщины“ ожидать не приходится. О проделанной работе искусствоведы отчитались и теперь с тревогой вглядываются в будущее: а ну как высочайшая инициатива получит все-таки продолжение?»; «будущая галерея обещает быть неполной и эклектичной, что не значит неинтересной. Как бы плохо картины ни висели, споря друг с другом, все равно портрет — беспроигрышный жанр»; «что касается перспектив начинания, то они крайне смутные и пока мало убедительные. Национальная портретная галерея непредставима, если в ней нет актуального содержания»; «сотрудники Исторического, кажется, пока даже не очень представляют, как воплощать гигантскую задумку, причем чужую»).
Далее заявлено о создании соответствующего сетевого проекта и мультимедийного портала.
8 июня 2012 года, в рамках финисажа выставки «Национальная портретная галерея» в ГИМе, прошла презентация трех живописных портретов XVIII -середины XIX вв., приобретенных Историческим музеем («Александр II», «С. И. Греков», «Е. И. Голенищева-Кутузова»). Как гласит пресс-релиз ГИМ, «На финисаже будут подведены итоги социологического опроса посетителей и дан комментарий их письменным отзывам, нужна ли России Национальная портретная галерея. Прозвучит мнение инициатора создания галереи, известного коллекционера и мецената князя Никиты Дмитриевича Лобанова-Ростовского. Мнение музейного сообщества будет представлено как участниками выставки-презентации — сотрудниками Государственной Третьяковской галереи и Государственного Русского музея, так и коллегами из других музеев Москвы. Выставка получила высокую оценку руководства и специалистов Национальной портретной галереи Лондона. Было высказано предложение по организации совместных выставок и обмену экспонатами между российскими музеями и лондонской галереей. Первый шаг в этом направлении — ответный визит делегации руководителей ведущих российских музеев и Министерства культуры Российской Федерации в лондонскую галерею — запланирован на 10-14 июня с.г.»

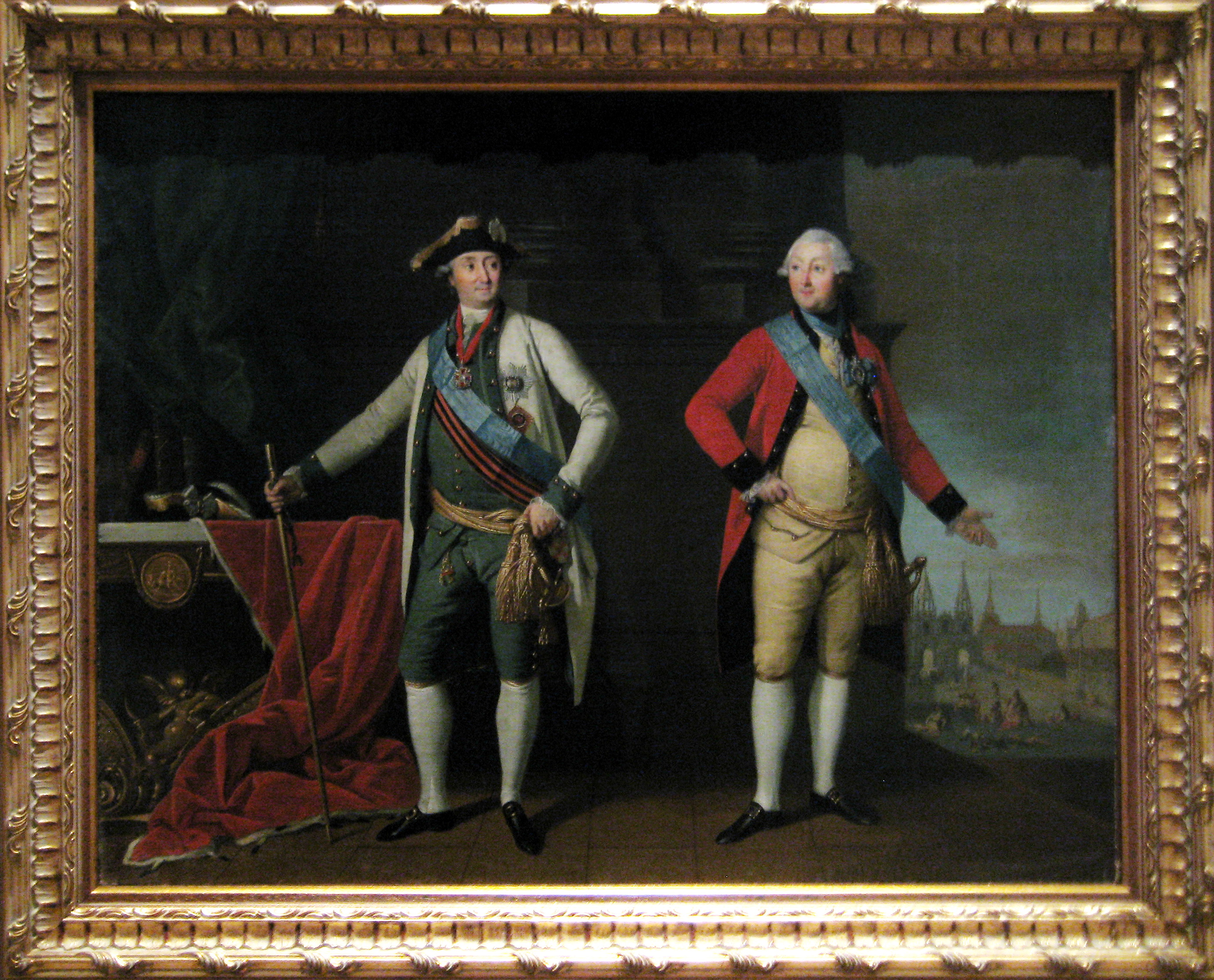
Братья Орловы
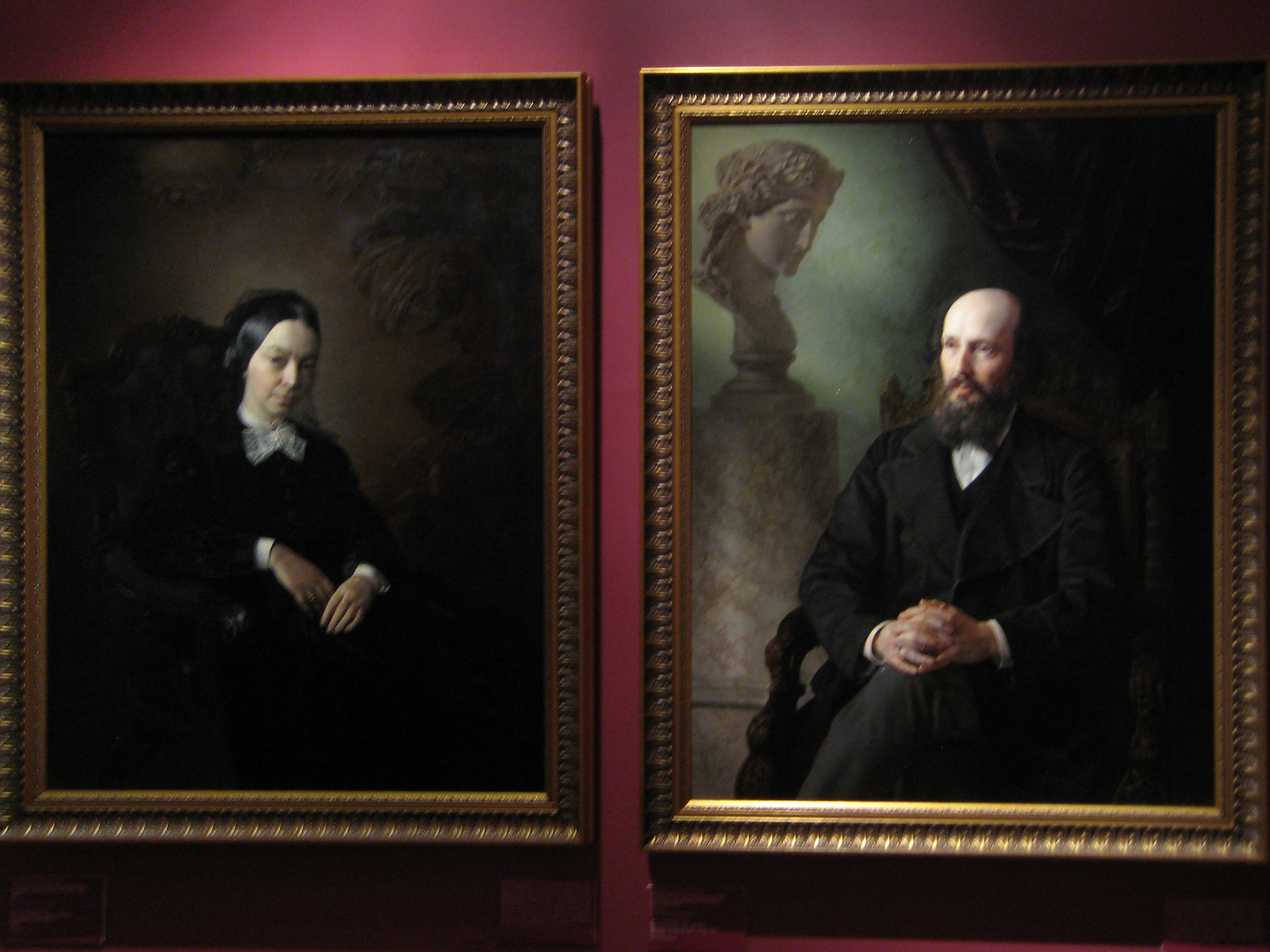
Александр Станкевич с женой
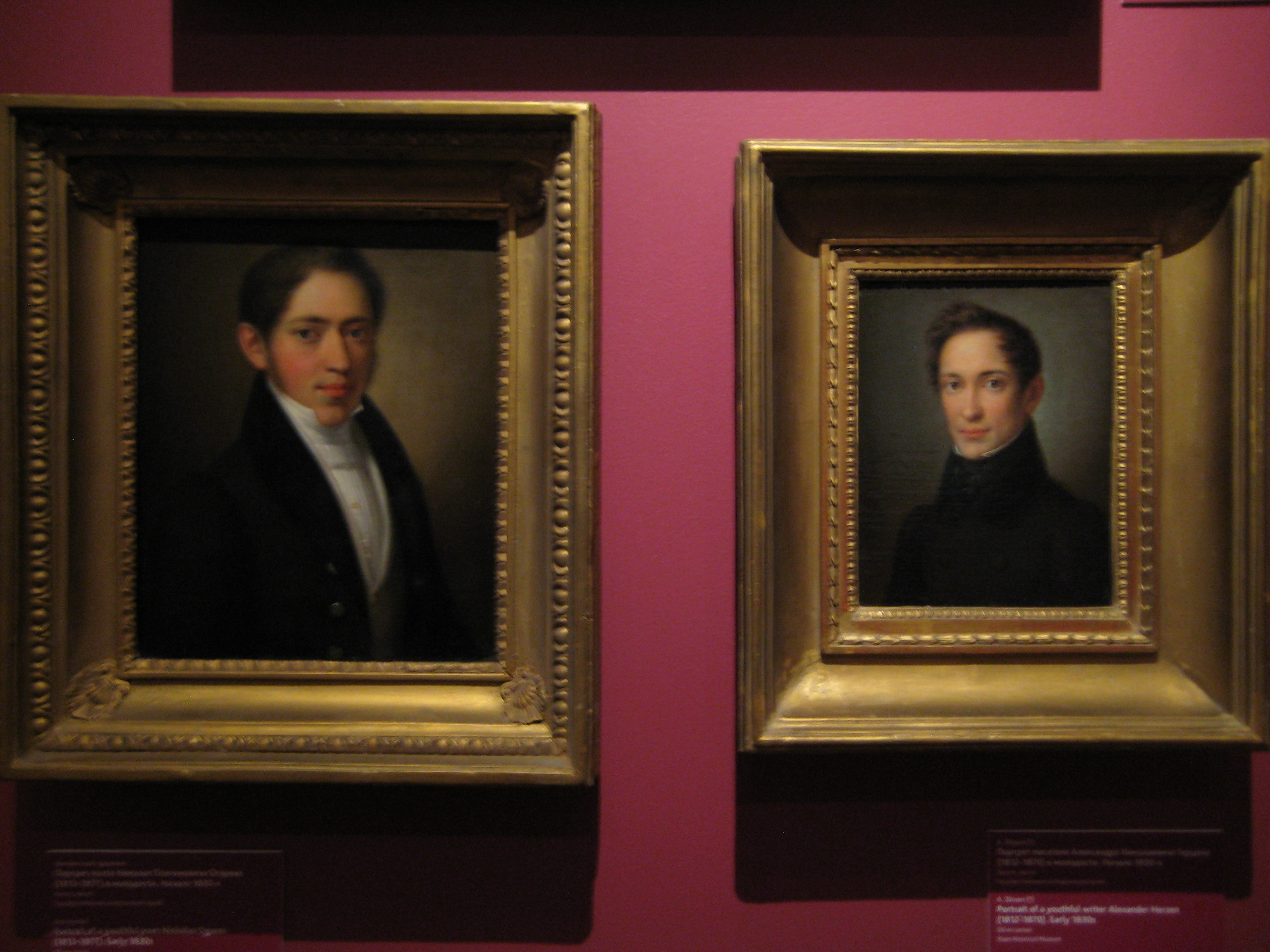
Герцен и Огарев в молодости

### Планы
Замминистра культуры Андрей Бусыгин заявил, что уже сформированные коллекции из музеев изыматься не будут. «Как Третьяковская галерея создавалась много лет, так же и Национальная портретная галерея будет создаваться в течение многих лет, пополняя коллекцию различными экспонатами. Очевидно, что формирование коллекции должно проходить за счет новых поступлений, поскольку все наиболее известные полотна уже включены в состав различных музейных коллекций. Кто-то подарит, что-то будет куплено для неё, что-то будет, очевидно, заказано». Выставочное помещение «должно быть в центре Москвы, а никак не в „Сколково“ или в каких-либо других спальных районах».
Один из главных вопросов, которые ставятся при создании Национальной портретной галереи — кто из исторических личностей может быть в ней представлен. Для решения этой проблемы Минкультуры подписало документ о создании специального совета, в который вошли не только музейщики, но и ученые, и представители общественности, в том числе потомки эмигрантов первый волны, один из которых — Никита Лобанов-Ростовский и выступил с предложением организовать Национальную портретную галерею.
По мнению Бусыгина, эмигранты не замедлят передавать на Родину архивы своих семей и фамильные портреты, вывезенные после революции за рубеж. Он рассказал, что в планы входит создание внутренней организации для координации желающих передать свои предметы искусства при музее в Гатчине, который вскоре ожидает масштабная реставрация. «К этому проекту можно подключить Гатчину, потому что там в своё время была известная и довольно богатая портретная галерея. Мы с директором музея уже обсуждали этот вопрос, и там есть площади, которые могут представлять собой некий центр. Пока это очевидно будет не музей, а внутренняя организация при нём, которая наладит связи с теми, кто хотел бы передать свои коллекции данному музею».
По состоянию на 2020 год все эти планы остались неосуществленными. Планируемое здание в итоге досталось филиалу ГИМа - Музею 1812 года.

## «Лица России» (ГРМ, Петербург)
Государственный Русский музей через несколько дней после открытия в Москве выставки-презентации, объявил, что планирует расширить состав своих постоянных экспозиций, открыв портретную галерею в рамках российского проекта по созданию Национальной портретной галереи. Заместитель директора ГРМ по научной работе Евгения Петрова, сказала, что «экспозиция „Лица России“ разместится в верхних залах Михайловского замка. Причем, наряду с парадными портретами исторических личностей, в галерее будут представлены изображения людей разных сословий, живших в России XVIII-XX столетий. Экспозиция будет составлена из произведений живописи и скульптуры и дополнена кадрами фильмов исторического характера. Петрова отметила, что выставка в Русском музее приурочена к 1150-летию российской государственности и по тематике будет перекликаться с открывшейся недавно в Государственном историческом музее в Москве выставкой портретов».
Русский музей заявляет, что «изначально предполагалось собрать в одном музейном помещении единую Национальную портретную галерею из фондов Третьяковской галереи, ГИМ и Русского музея, однако для этого музеям пришлось бы расстаться со многими ценными экспонатами. В этой связи руководство Русского музея порекомендовало сделать в каждом крупном музее свою портретную галерею. Директор ГРМ Владимир Гусев одновременно предложил в рамках этого проекта оцифровать все экспонаты выставок, чтобы показывать портреты из других музеев на специальных экранах в залах с основной экспозицией. Петрова сообщила, что оцифровка портретов из коллекции Русского музея уже ведется».
Весной 2012 года ГРМ открыл 1-ю часть экспозиции, посвященную коронованным особам; в декабре — 2-ю. «Коммерсант» рецензирует:

Когда этой весной Русский музей открыл первую часть своей будущей экспозиции «Лица России» — про князей, царей и императоров,— это был всего лишь внятный музейный кунстштюк. Присоединив к нему залы с попами, крестьянами, мещанами, мелкопоместными дворянами, разночинцами всех мастей, советскими деятелями самого разного толка от ударников до юмористов, музей сформулировал совершенно ясное высказывание. Эта страна, в которой каток истории проходился по людям, почти полностью изменяя чуть ли не саму генетику своих граждан. При этом волнообразно: бандитские рожи петровских шутов отлично смотрятся рядом с фотографиями истовых большевиков, молодые генералы 1812 года рядом с романтическими портретами оттепельных героев, бородатые и мрачно-засаленные разночинцы — с андерграундными типажами 1970-х, ну а портреты мордатых членов политбюро ЦК КПСС невозможно мысленно не сопоставить с физиономиями нынешнего кабинета министров РФ. Последнего сравнения, правда, на выставке нет, но тональность задана так четко, что продолжать её зритель может сколько угодно в своё удовольствие.

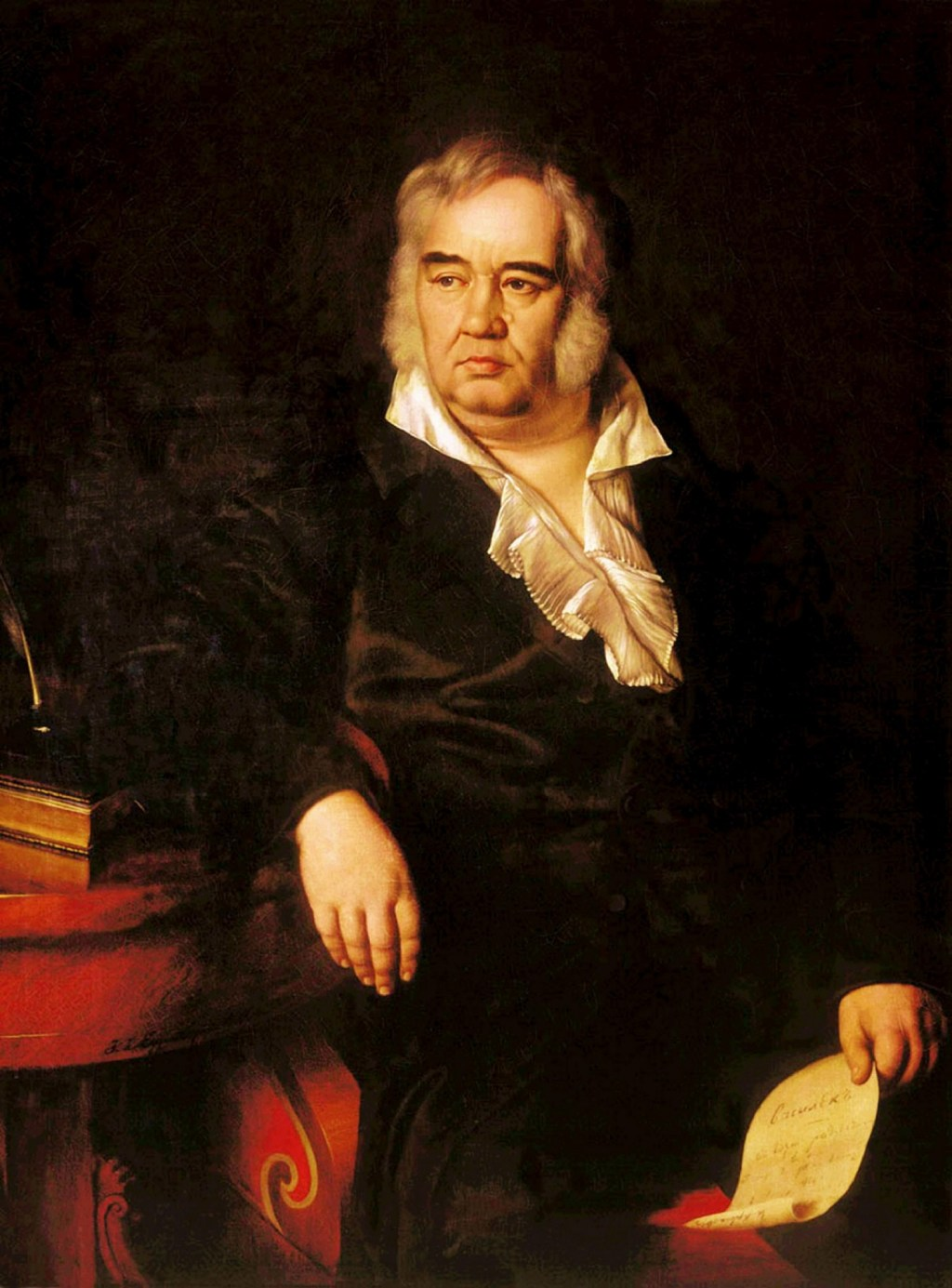
Крылов
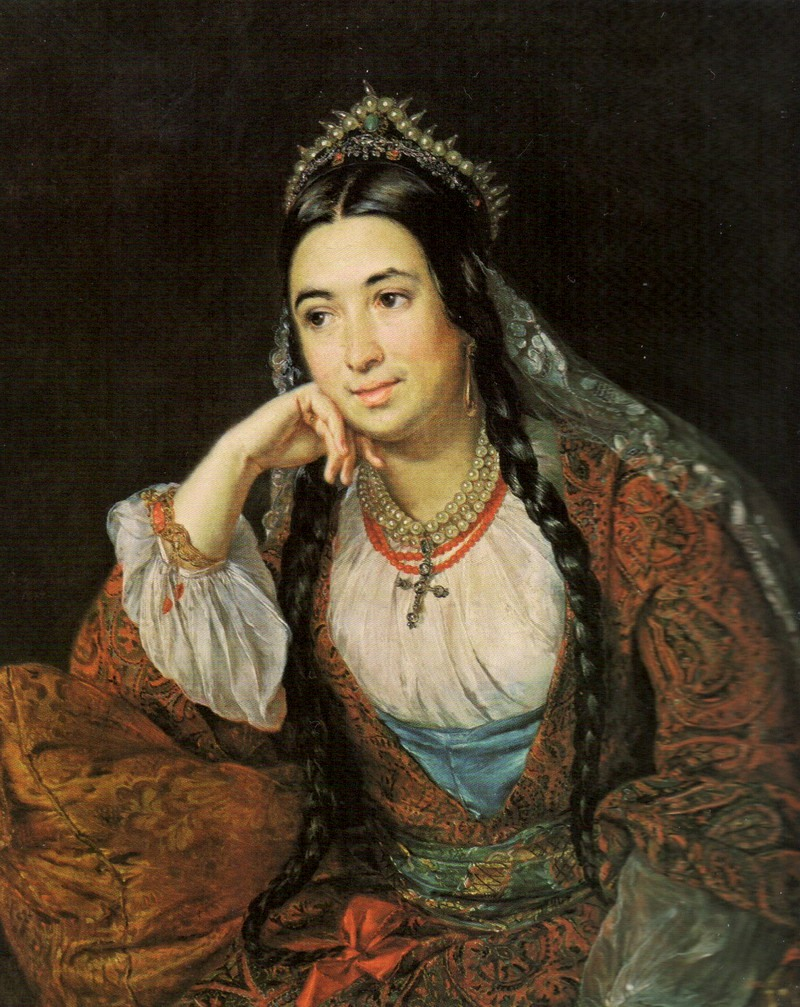
Писательница В. И. Лизогуб
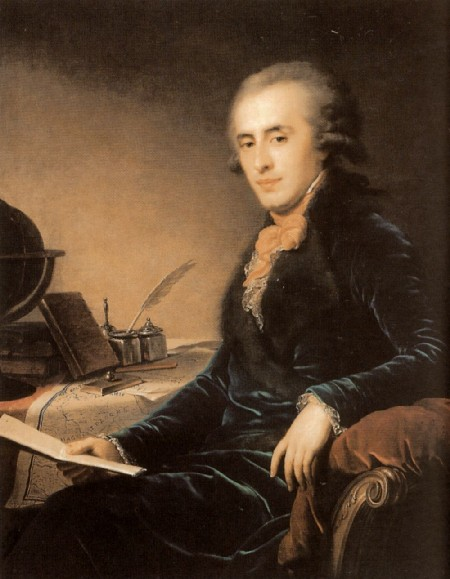
Платон Зубов